# Vall-Llobrega
Vall-Llobrega (en catalán y oficialmente, Vall-llobrega) es un municipio español de la comarca del Bajo Ampurdán en la provincia de Gerona, Cataluña. Se encuentra situado al sudoeste de la capital comarcal.

## Demografía
Vall-Llobrega cuenta con una población de 906 habitantes (INE 2024).
| Gráfica de evolución demográfica de Vall-Llobrega entre 1842 y 2021 |
| |
| Población de derecho según los censos de población del INE Población de hecho según los censos de población del INEEn estos censos se denominaba Vallobrega: 1857 y 1860 |

## Economía
Agricultura de secano y ganadería, juntamente con actividades turísticas (campamentos (cámpines) y urbanizaciones).

## Lugares de interés
- Iglesia vieja de San Mateo
- Dolmen del Montagut
- Iglesia de San Mateo
- Pont de la creu (Puente de la Cruz)
- La riera de Vall-llobrega
- Olivo milenario.

## Leyenda

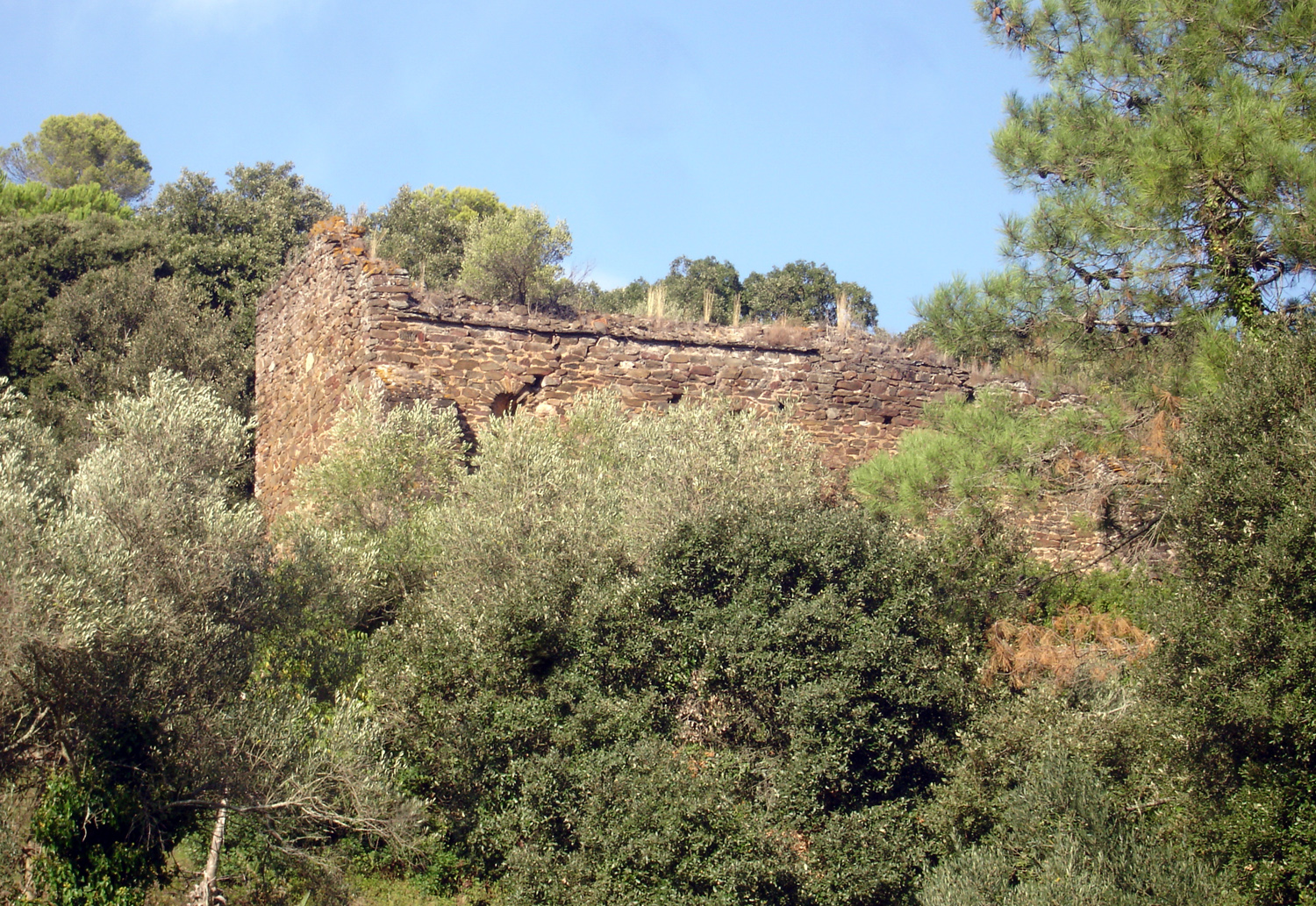
Antigua iglesia de San Mateo

Este bonito pueblo tiene una leyenda que explica el porqué de su escudo de armas.
Como se puede ver en el escudo hay una cabra montesa.
Dice la leyenda que hace mucho tiempo atrás, un domingo en que se oficiaba misa en la antigua iglesia de San Mateo (románica), se empezó a oír el berrido de una cabra salvaje, apostada cerca de la entrada que está orientada al oeste. Los fieles que asistían al oficio estuvieron un buen rato oyendo los berridos. El cura mandó a acallar dicho animal. y algunos hombres salieron junto al cura y espantaron a la cabra.
Reiniciada la misa, al poco, los berridos de la cabra se volvieron a escuchar en todo el pequeño valle, esta vez con una insistencia casi sobrenatural. El capellán, algo nervioso y molesto, salió del templo para presenciar cómo la cabra sobre sus patas traseras se elevaba hacia el cielo, aquello hizo que los asistentes, también movidos por la curiosidad salieran al exterior.
Y entonces ocurrió: cuando al parecer todo el mundo estaba en el exterior, el techo de la iglesia se derrumbó de un solo golpe, cayó a plomo sobre la nave central.
De no ser por la cabra montesa y su proverbial aviso, seguro que una cantidad importante de ciudadanos de Vall-llobrega hubieran muerto o resultado gravemente heridos. En la antigüedad ir a misa era un acto de fe casi obligado, pero también un acto social con los vecinos.
Dicen que por este motivo el escudo de armas lleva incorporada la cabra montesa.
La iglesia se puede visitar, se observan que las paredes están íntegras con una considerable altura pero el techo no existe.